# 망월사 (의정부시)
망월사(望月寺)는 경기도 의정부시 호원동에 위치한 대한불교조계종 소속 사찰이다.
의정부시 도봉산 자락에 자리잡아 여러 봉우리가 솟아 있는 주위 풍광이 수려하다. 조계종 제25교구 본사인 남양주시 봉선사의 말사로 편성되어 있다.
신라 시대인 선덕여왕 8년(639년)에 해호(海浩)가 신라 왕실을 위해 창건한 것으로 전해진다. 망월사라는 이름은 절 동쪽에 토끼 모양의 바위가 있고, 남쪽에는 달 모양의 봉우리인 월봉이 있어 토끼가 달을 바라보는 것처럼 보인다는데서 유래하였다는 일화가 있다. 왕이 있는 경주 월성을 바라본다는 뜻이라는 설도 있다. 신라의 마지막 왕인 경순왕의 태자가 나라가 망한 뒤 이 곳에 머물렀다는 이야기가 있을 만큼 신라 왕실과 관련이 깊고, 의정부에서 가장 오래된 절이다.
한용운의 상좌였던 춘성이 주지를 지내는 등 주로 선승들이 많이 찾는 선불교의 참선도량으로 이름이 알려졌다. 전쟁 피해로 여러 차례 소실되어 건물은 현대에 다시 지은 것이다. 경기도 유형문화재로 지정된 망월사 혜거국사 부도 등 다수의 문화재를 보유하고 있다.

## 관련 문화재

### 경기도 유형문화재
- 의정부 망월사 혜거국사 부도 - 경기도 유형문화재 제122호
- 의정부 망월사 목조불삼존상 및 십육나한상 일괄 - 경기도 유형문화재 제270호
- 의정부 망월사 목조불삼존상 - 경기도 유형문화재 제271호
- 의정부 망월사 괘불도(괘불함 및 복장낭 포함) - 경기도 유형문화재 제272호
- 의정부 망월사 건륭오십삼년명 동종 - 경기도 유형문화재 제273호
- 의정부 망월사 간행 진언집 책판 관련 목판 4종 - 경기도 유형문화재 제276호

### 경기도 문화재자료
- 의정부 망월사 천봉당 태흘탑 - 경기도 문화재자료 제66호
- 의정부 망월사 천봉선사탑비 - 경기도 문화재자료 제67호

## 교통
- 국도 제3호선 이용
- ● 수도권 전철 1호선 망월사(신흥대학)역 하차

## 같이 보기
- 도봉산
- 망월사역
- 회룡사
- 도봉산역
- 춘성

## 참고 자료
- 한국문화유산답사회 (1997년 4월 29일). 〈회암사터〉. 《경기북부와 북한강》. 서울: 돌베개. ISBN 8971990856.
- 윤청광 (2006년 3월 20일). 〈춘성春城 스님 - 스승이 감옥 계시는데 어찌 더운 방을 쓰랴〉. 《큰스님 큰 가르침》. 서울: 문예출판사. ISBN 8931005237.